# Lijst van weg- en veldkapellen in Maasgouw
Dit is een onvolledige lijst van veldkapellen in de gemeente Maasgouw. Kapelletjes komen vooral in het zuiden van Nederland voor en werden dikwijls gebouwd ter verering van een heilige.
In deze lijst staan alleen veldkapelletjes, grote kapellen zijn buiten beschouwing gelaten.
| Kapel                                                           | Adres                                    | Plaats              | Bouwperiode      | Architect                | Foto                                              |
| --------------------------------------------------------------- | ---------------------------------------- | ------------------- | ---------------- | ------------------------ | ------------------------------------------------- |
| Onze-Lieve-Vrouw-van-Altijddurende-Bijstandkapel                | Kruisstraat-Heerstraat Noord             | Beegden             | 1900             |                          |                                                   |
| Sint-Annakapel                                                  | Heerstraat Noord-Duinenberg              | Beegden             |                  |                          |                                                   |
| Sint-Servatiuskapel                                             | Sint-Servaasstraat                       | Beegden             |                  |                          |                                                   |
| Mariakapel (niskapel)                                           | Stationsweg                              | Brachterbeek        |                  |                          | Mariakapel Brachterbeek                           |
| Onze-Lieve-Vrouw-van-Loretokapel                                | Tergouwen 4                              | Brachterbeek        | 1701             |                          | Onze-Lieve-Vrouw-van-Loretokapel Brachterbeek     |
| Kapel van het Kindje Jezus van Praag                            | Schoolhof                                | Heel                |                  |                          |                                                   |
| Mariakapel                                                      | Dorpsstraat                              | Heel                |                  |                          | Mariakapel Heel                                   |
| Onze-Lieve-Vrouw-van-Rustkapel                                  | Pol                                      | Heel-Pol            | 2006             |                          |                                                   |
| Sint-Hubertuskapel (niskapel)                                   | Boslaan                                  | Heel                |                  |                          |                                                   |
| Mariakapel                                                      | Breestraat bij 31                        | Linne               |                  |                          | Mariakapel Linne Breestraat                       |
| Mariakapel                                                      | Maasbrachterweg                          | Linne               |                  |                          | Mariakapel Linne Maasbrachterweg                  |
| Mariakapel of Kapel Onze-Lieve-Vrouw Koningin van het Huisgezin | Nieuwe Markt                             | Linne               |                  |                          | Kapel Onze-Lieve-Vrouw Koningin van het Huisgezin |
| Piëtakapel (niskapel)                                           | Weerderweg                               | Linne-Weerd         |                  |                          | Piëtakapel Weerd                                  |
| Mollerkapel (niskapel)                                          | Molderkapelweg-Oostelijke Kanaalweg      | Maasbracht          |                  |                          |                                                   |
| Sint-Annakapel                                                  | Sint-Annastraat 1                        | Ohé en Laak         | 1896             | Nicolaas van der Schuijt | Sint-Annakapel Ohé en Laak                        |
| Sint-Franciscuskapel (niskapel)                                 | Contelmostraat-Prior Gielenstraat        | Ohé en Laak         |                  |                          |                                                   |
| Onze-Lieve-Vrouw-van-het-Heilig-Hartkapel                       | Thornerweg                               | Panheel             |                  |                          | Onze-Lieve-Vrouw-van-het-Heilig-Hartkapel Panheel |
| Sint-Antoniuskapel (niskapel)                                   | Thornerweg                               | Panheel             |                  |                          |                                                   |
| Mariakapel                                                      | Brandt                                   | Stevensweert-Brandt | 1915             |                          | Mariakapel Brandt Stevensweert                    |
| Sint-Rochuskapel                                                | Eiland                                   | Stevensweert-Eiland | 1920             |                          | Sint-Rochuskapel Stevensweert                     |
| Heilige-Familiekapel                                            | Baarstraat - Santforterstraat            | Thorn-Baarstraat    | 1998             | H. Cuijpers              | Heilige-Familiekapel Thorn                        |
| Loretokapel of Kapel Onder de Linden                            | Kapel-Heerbaan                           | Thorn               | 1673             |                          | Loretokapel of Kapel Onder de Linden Thorn        |
| Onze-Lieve-Vrouw-van-Rustkapel                                  | Hagenbroek                               | Thorn               | 19e eeuw         |                          |                                                   |
| Sint-Annakapel                                                  | Sint-Annapad - Boekenderweg              | Thorn               | 17e eeuw         |                          | Sint-Annakapel Thorn                              |
| Sint-Ansfriedkapel                                              | Schoolstraat                             | Thorn               | 1984             |                          |                                                   |
| Sint-Antoniuskapel (niskapel)                                   | Heerbaan - Boekeinderweg                 | Thorn               | 1742 en 1923     |                          | Sint-Antoniuskapel Thorn                          |
| Sint-Barbarakapel (niskapel)                                    | Baarstraat                               | Thorn-Baarstraat    | 18e eeuw en 1995 |                          | Sint-Barbarakapel Thorn                           |
| Sint-Catharinakapel (niskapel)                                  | Hagenbroek                               | Thorn               | 2000             |                          | Sint-Catharinakapel Thorn                         |
| Sint-Hubertuskapel (niskapel)                                   | Ittervoorterweg - Heerbaan               | Thorn               | 1769             |                          | Sint-Hubertuskapel Thorn                          |
| Sint-Jacobuskapel (niskapel)                                    | Kessenicherweg                           | Thorn               | 2000             |                          |                                                   |
| Sint-Jobkapel                                                   | Aan Sint Job                             | Thorn               | 2006             |                          |                                                   |
| Sint-Jozefkapel (niskapel)                                      | Baarstraat                               | Thorn-Baarstraat    |                  |                          |                                                   |
| Sint-Nepomucenuskapel                                           | Lindepad - Kruisweg                      | Thorn               | 20e eeuw         |                          |                                                   |
| Sint-Petruskapel                                                | Panheeldersteeg - Segershof              | Thorn               | 1993             |                          |                                                   |
| Sint-Rochuskapel (niskapel)                                     | Heerbaan                                 | Thorn               | 1776 en 1989     |                          | Sint-Rochuskapel Thorn                            |
| Mariakapel                                                      | Kloosterlaan                             | Wessem              | 19e eeuw         |                          | Mariakapel Wessem                                 |
| Mariakapel                                                      | Oude Thornerweg                          | Wessem              |                  |                          |                                                   |
| Sint-Antoniuskapel                                              | Achter de Biënberg-Pastoor-Janssenstraat | Wessem              | 1980             |                          | Sint-Antonius-van-Paduakapel Wessem               |
| Sint-Joriskapel                                                 | Van Horneplein                           | Wessem              |                  |                          |                                                   |